# Шеггі Роджерс
Норвілл «Шеґґі» Роджерс (англ. Norwille "Shaggy" Rogers) — персонаж мультсеріалів «Скубі-Ду». Зображений як детектив-любитель і боягузливий ледар, а також є давнім найкращим другом його настільки ж боягузливого пса Скубі-Ду.

## Опис персонажа
Шеґґі є найкращим другом знаменитого пса Скубі-Ду. Батьки купили Скубі, коли Шеґґі був ще маленькою дитиною: разом вони через вогонь і воду. Вони живуть у одній квартирі, завжди готові разом утекти від нового монстра, привида чи іншої нечисті — і разом наїдаються донесхочу.
В англомовній озвучці, мовлення Шеґґі відзначається частим використанням слова-паразита «like» («наче», «типу»). Його голос досить ламаний, дещо підлітковий з перепадами, і часто заїкається під час розмов. Крім того, він єдиний персонаж у гурті з волоссям на обличчі (груба козляча борідка). Його повсякденний одяг складається з мішкуватої зеленої футболки з V-подібним вирізом, вільних темно-бордових або коричневих розкльошених штанів і чорних туфель. У «13 привидів Скубі-Ду» та ранніх фільмах, знятих для телебачення, він носив червоний светр із v-подібним вирізом та сині джинси.
Як і його пес Скубі, Шеґґі часто підкуповують «Скубі-снеками» через його великий апетит і любов до їжі. У мультфільмі «Скубі-Ду на острові мерців», він та Скубі виправдовують свій голод тим, що «перебування у постійному стані жаху робить нас постійно голодними!». Улюблена страва Шеґґі — піца з подвійним сиром і солоними огірками (як показано в «Скубі-Ду! Абракадабра-Ду»). Окрім того, у «Bedlam in the Big Top» він каже, що раніше займався бігом, а в «Яка ніч для лицаря» — що він був гімнастом, що пояснює його надзвичайні навички швидкого ухилення від лиходіїв. У деяких випадках було показано, що він може бігати навіть швидше за Скубі, навіть коли останній бігає усіма чотирма лапами. Епізод «Підказка для Скубі-Ду» з першого серіалу «Скубі-Ду, де ти!» показує, що його пристрасть до несподіваних поєднань харчів (такі як хот-доґи в шоколаді та паштетна ковбаса «по-модному») є наслідком дитинства Шеґґі, коли він отримав маленький сміттєвоз як свою першу іграшку. У «Скубі-Ду і Монстр Мексики», Фред заявляє, що причина, через яку Шеґґі так багато їсть (при збереженні своєї стрункої статури), полягає в його «високому метаболізмі». Однак у «Скубі-Ду: За лаштунками» Фред заявляє, що справжня причина худорби Шеґґі полягає в його вегетаріанстві (відсилання до веганства Кейсі Кейсема).
Шеґґі спроможний на вражаючі атлетичні подвиги, коли він наляканий; як правило ці здібності незмінно використовуються для більшої комедійності, а Шеґґі здатний на них лише у паніці. Наприклад, після переляку у «Скубі-Ду! Табір Страху», він так сильно трясе залізні прути старовинної тюремної камери, що вони обрушуються. Шеґґі стає дуже наляканим, коли стикається з чудовиськами або іншими лячними випадками, зазвичай виявляючи боягузтво набагато більшою мірою, ніж будь-який інший персонаж, нарівні зі Скубі. Це було пояснено в «Легенді про Фантозавра» як можливий тип панічного розладу.

## Створення образу
Чотири головні герої-підлітки Скубі-Ду були натхненні чотирма головними героями американського ситкому 1959–63 років «Багато кохань Добі Ґілліса», причому Шеґґі був запозичений з персонажа Мейнарда Ґволтера Кребса, якого зіграв Боб Денвер. Козяча борідка Мейнарда у стилі типового бітника, загальний вигляд і слово-паразит «like» — усе це знайшло свій відбиток в образі Шеґґі, але базову особистість персонажа було оновлено, аби зробити з нього хіпі замість бітника.
Кейсі Кейсем, перший актор озвучення Шеґґі, сказав, що спершу він відчував себе незручно після того, як йому призначили роль Шеґґі. Касем заявив, що, хоча він «знав, що являли собою хіпі», він ніколи раніше не зображував власне хіпі. Кейсем хотів натомість озвучити Фреда Джонса, а Френк Велкер хотів якраз озвучити Шеґґі, але мережа CBS вирішила інакше. Не знаючи, як саме має звучати голос хіпі, Кейсем заснував свій вокальний стиль і манери для Шеґґі на манерах персонажа Волтера Дентона у виконанні Річарда Кренна з радіо-телевізійного ситкому «Наша міс Брукс».
Кейсем заявив, що в міру того, як він продовжував озвучувати Шеґґі, персонаж розвивався. Також він поділився, що «динаміка голосу» покращувалась і його сміх ставав дедалі якіснішим. Він додав, що Шеґґі 2002 року «сьогодні наляканіший, ніж на початку». 2002 ж року Кейсем переконав продюсерів, що Шеґґі має бути вегетаріанцем, як і він сам.

## Озвучувачі і виконавці ролі
Першим голос Шеґґі втілив радіо-диск-жокей й актор Кейсі Кейсем. Касем озвучував Шеґґі 28 років, починаючи від першого епізоду «Скубі-Ду, де ти!» 1969 року і закінчуючи епізодом кросовера Джонні Браво «Браво Дубі-Ду» 1997 року. Починаючи із «Що нового, Скубі-Ду?» 2002 року та «Луні Тюнз: Знову у справі» 2003 року Кейсем відновив свою роль і продовжував робити це до виходу на пенсію 2009 року. Біллі Вест озвучив персонажа у фільмі «Скубі-Ду на острові мерців» (1998). Скотт Іннес (який також озвучував Скубі та Скраппі-Ду) озвучував Шеґґі у фільмах 1999—2001 років та у відеоіграх до 2009 року. Іннес повторив роль Шеґґі у фільмах «Гарві Бірдман» та рекламі DirecTV за участю гурту Скубі 2008 року. Скотт Менвілл озвучив Шеґґі у фільмі «Шеґґі і Скубі-Ду ключ знайдуть!». Після офіційного виходу Кейсі Кейсема на пенсію 2009 року Меттью Ліллард (який грав Шеґґі в фільмах 2002 і 2004 років) став головним голосом Шеґґі. Ліллард також грав Шеґґі у анімаційних фільмах «Робоцип» та «Безумець». Нік Палатас грав Шеґґі у фільмах 2009 та 2010 років. Вілл Форте озвучив персонажа в анімаційному фільмі «Scoob!», тоді як Ієн Армітідж озвучує дитячу версію Шеґґі.
Загалом, Шеґґі був озвученим наступними акторами:
- Кейсі Кейсем (1969—1997, 2002—2009)[12]
- Дункан Робертсон (1977; аудіокниги від Peter Pan Records)[13][14]
- Кіт Скотт (1981; реклама молочарні Pauls)[15]
- Джефф Берґман (Cartoon Network)[16][17]
- Том Кенні (1996; Реклама Burger King)[18][19]
- Біллі Вест (1998; Скубі-Ду на острові мерців)
- Скотт Іннес (1999—2009, 2017—2020; Скубі Ду та привид відьми, Проєкт «Скубі-Ду», Скубі-Ду та інопланетні загарбники, Скубі-Ду і кібер-гонитва, Scooby-Doo! Playmobil Mini Mysteries, відеоігри, реклама, парки розваг)[1][20]
- Кенні Джеймс (2001; телефонні повідомлення)[21]
- Метт Деннер (2003—2009; пісні, рекламні ролики, DVD-додатки)[22]
- Меттью Ліллард (2004—2007, 2010–понині; Скубі-Ду 2: Монстри на свободі: Відеогра, Робоцип, Юні титани, вперед!)[23][24][25][26]
- Марк Силк (2004—2009, 2011, 2013, 2015–понині; Cartoon Network у Великій Британії та Ірландії, Boomerang у Великій Британії та Ірландії, CITV у Великій Британії та Ірландії, реклама Adidas, реклама Scooby-Doo! and the Pirate Ghost — Live on Stage, реклама Scooby-Doo! Mystery Mansion with Goo Turret, реклама Scooby-Doo! Mystery Mates Mansion Playset and Figures, реклама LEGO Scooby-Doo!, реклама Scooby-Doo! Rumble & Roll Mystery Machine)[27][26][28][29][30][31][32][33][34]
- Скотт Менвілл (2006—2008; Шеґґі і Скубі-Ду ключ знайдуть!)
- Сет Ґрін (2008; Робоцип)[23]
- Кевін Шинік (2012; Безумець)[35]
- Вілл Форте (2020; Scoob!)
- Ієн Армітідж (2020—2022; Scoob!, Скубі-Ду!: Святковий привід (в обох випадках — як дитина))[2]

А також його зіграли:
- Бйорн Торстад (2001; Scooby-Doo! in Stagefright — Live on Stage)[36][37]
- Меттью Ліллард (2002—2004; Скубі-Ду, Скубі-Ду 2: Монстри на волі)
- Кесі Беддоу (2004; Скубі-Ду 2: Монстри на волі (юнак))
- Меттью Блоксхем (2009; Scooby-Doo! and the Pirate Ghost — Live on Stage)[38]
- Нік Палатас (2009—2010; Скубі Ду! Загадка починається, Скубі Ду! Прокляття озерного чудовиська)
- Ґарретт Ділл (2013; Скубі Ду в етері! Музичні таємниці)[39]
- Денні Стоукс (2014; Скубі Ду в етері! Загадка піраміди)[40]
- Чарлі Гаскінс (2016; Скубі Ду в етері! Музичні таємниці)[41]

## Художній життєпис
Найчастіше Шеґґі представлений родом із вигаданого містечка Кулсвілль штау Огайо. Коли він досить підріс, щоб ходити до школи, він прихистив Скубі-Ду з щенячої ферми в Ніттінґемі. Пізніше Шеґґі познайомився з Фредом Джонсом, Дафною Блейк та Велмою Дінклі. Вони потоваришували і вирішили створити Mystery Incorporated (Корпорація «Загадка»). Відповідно до «Скубі-Ду: За лаштунками», Шеґґі був тим, хто купив Загадкову машину і пофарбував її (Фред хотів, щоб вона була пофарбована у червоний колір).
Згідно «Скубі-Ду: За лаштунками», старе прізвисько Шеґґі було Базз (англ. Buzz — «колючка»; очевидно, через його коротку стрижку) до свого десятого дня народження. Фред каже, що, всупереч тому, що думають люди, Шеґґі худий не тому, що Скубі постійно забирає його їжу, а тому, що Шеґґі має веганську дієту. Але як би Шеґґі не намагався залишатися здоровим, він боровся з нездоровими звичками, наприклад, з поїданням собачих закусок Скубі. Має дивне хобі — колекціонування декоративних пряжок для ременів. Шеґґі стверджує, що має найбільшу колекцію декоративних пряжок для ременів у світі і наразі володіє шістсот п'ятдесятьма трьома. Він також казав, що носить різні пряжки для кожного нового розслідування (жарт у тому, що його мішкувата футболка завжди їх приховує).
Згіжно ж «Скубі-Ду: Корпорація „Загадка“», він родом з Кристал-Коув разом з іншими членами Корпорації «Загадка». Його батьків звуть Колтон і Паула Роджерс, та вони здаються досить заможними і живуть в маєтку. Він зустрічається з Велмою недовго протягом першого сезону.
Шеґґі і Скубі з'являються в епізодичній ролі у фільмі 2003 року «Луні Тюнз: Знову у справі», де Шеґґі сварить Меттью Лілларда за те, як він зображує його у фільмі 2002 року, і погрожує «прийти по нього», якщо він не впорається у сиквелі.
Шеґґі також з'являється у фільмі 2021 року «Космічний джем: Нове покоління». Його дизайн такий же, як у мультфільмі 2020 року «Scoob!».

### Цікаві факти
- Незважаючи на свій незвичайно боязкий характер, він теж є членом корпорації «Таємниця», адже завдяки йому і Скубі, з яким він завжди ходить у парі, підлітки знаходять дуже важливі зачіпки.
- Шеґґі виконує особливу роль у команді, він може на декілька секунд зупинити чи здивувати монстра. Наприклад у серії «Жахлива ніч з зимовим чудовиськом» він і Скубі перевдягаються дантистами, щоб почистити зуби злому Сніговому динозавру.
- Не можна уявити Шеґґі без Скубі, вони чудово доповнюють один одного.
- Шеґґі — постійний герой. Він, як і Скубі, присутній в усіх серіях.
- Улюблена їжа Шеґґі — собачі галети «Скубі-снеки».
- Шеґґі — вегетаріанець, але полюбляє соєве м'ясо.
- Шеґґі колекціонує пряжки.
- У дитинстві Шеґґі був великим фаном супергероя Капітана Кула.
- Його справжнє ім'я — Норвілл. Прізвисько «Шеґґі» він отримав за свою ненависть до чистоти.
- Шеґґі (англ. Shaggy) в перекладі з англійської — патлатий.

## Інші появи

### Телесеріали
Шеґґі і Скубі зіграли німі епізодичні ролі-камео в «Юні титани, вперед!» в епізоді «Я бачу тебе», коли Кіборг та Біст-Бой читали реп. Далі Шеґґі з'являється в епізоді-кросовері «Ворожнеча мультиків» (англ. Cartoon Feud) разом з Бандою Скубі, де злодій Control Freak змушує їх змагатися у Сімейних війнах, де Меттью Ліллард грає роль Шеґґі.

### Відеоігри
Шеґґі з'являється як ігровий персонаж разом зі Скубі в кросоверній відеогрі Lego Виміри. Персонаж Шеґґі включає Загадкову машину. Меттью Ліллард озвучує його у грі. Шеґґі також з'являється у платформній грі-файтинґу MultiVersus, у якій Ліллард знову озвучує його.